# Richard Börnstein
Richard Leopold Börnstein, född 9 januari 1852, död 13 maj 1913, var en tysk fysiker och meteorolog.
Börnstein blev professor vid Landwirtschaftliche Hochschule, Berlin 1881. Han är mest känd för sitt först tillsammans med Hans Landolt och senare med Walther Adam Roth utgivna arbete Physikalisch Chemische Tabellen (5:e upplagan 1922).